# 輝け! 全日本歌謡ランキング
輝け！全日本歌謡ランキング（かがやけ ぜんにほんかようランキング）は、かつてKBCラジオで毎週日曜日の午後に放送されていたカウントダウン番組である。
パーソナリティは、富田薫（KBCアナウンサー）。1983年に放送開始。長寿番組であった「RKBベスト歌謡50」（RKBラジオ）とほぼ同じ時間帯に放送されていたが、プロ野球・福岡ダイエーホークスの誕生に合わせる形で1989年春に終了。

## 放送時間
- 日曜日：12:10～16:10(JST)…1983年秋～1984年秋
- 日曜日：12:10～16:05(JST)…1984年秋～1985年秋
- 日曜日：12:10～15:50(JST)…1985年秋～1986年春
- 日曜日：12:10～16:20(JST)…1986年春～1988年秋
- 日曜日：12:10～15:50(JST)…1988年秋～1989年春

## パーソナリティ
- 富田薫
- 芦間恵子

## 番組の特徴
- 電話リクエストなどを元に順位を決める、男性アーティストと女性アーティストをそれぞれ「紅組」「白組」に分けて勝敗を争うなど、「決定!全日本歌謡選抜」（文化放送ほか）とよく似た構成で放送されていた。なお、左記番組の地方局データに関しては当番組から提供し、企画ネット番組の体をなしていた。

1982年度から全日本歌謡選抜は、トヨタ自動車・トヨタディーラーの冠協賛「TOYOTAサンデースペシャル」となっていたが、福岡・佐賀ではこの裏のRKBラジオ『RKBベスト歌謡50』の14-16時台に付けられていた。
- 番組の中盤で梨元勝が芸能情報を伝えていた。
- クイズコーナーがあった。